# Falco alopex
El cernícalo zorruño (Falco alopex) es una especie de ave falconiforme de la familia Falconidae natural del continente africano, que habita en las zonas semiáridas del sur del desierto del Sáhara. No se conocen subespecies.

## Descripción
Es un halcón grande, delgado, con alas largas, angostas; de 32–38 cm de largo y una envergadura de 76–88 cm y un peso de 250-300 g. La hembra es un 3% más grande que el macho. El plumaje es negro herrumbroso arriba y debajo con estrías negras.